# Turpiloquio nell'antica Roma

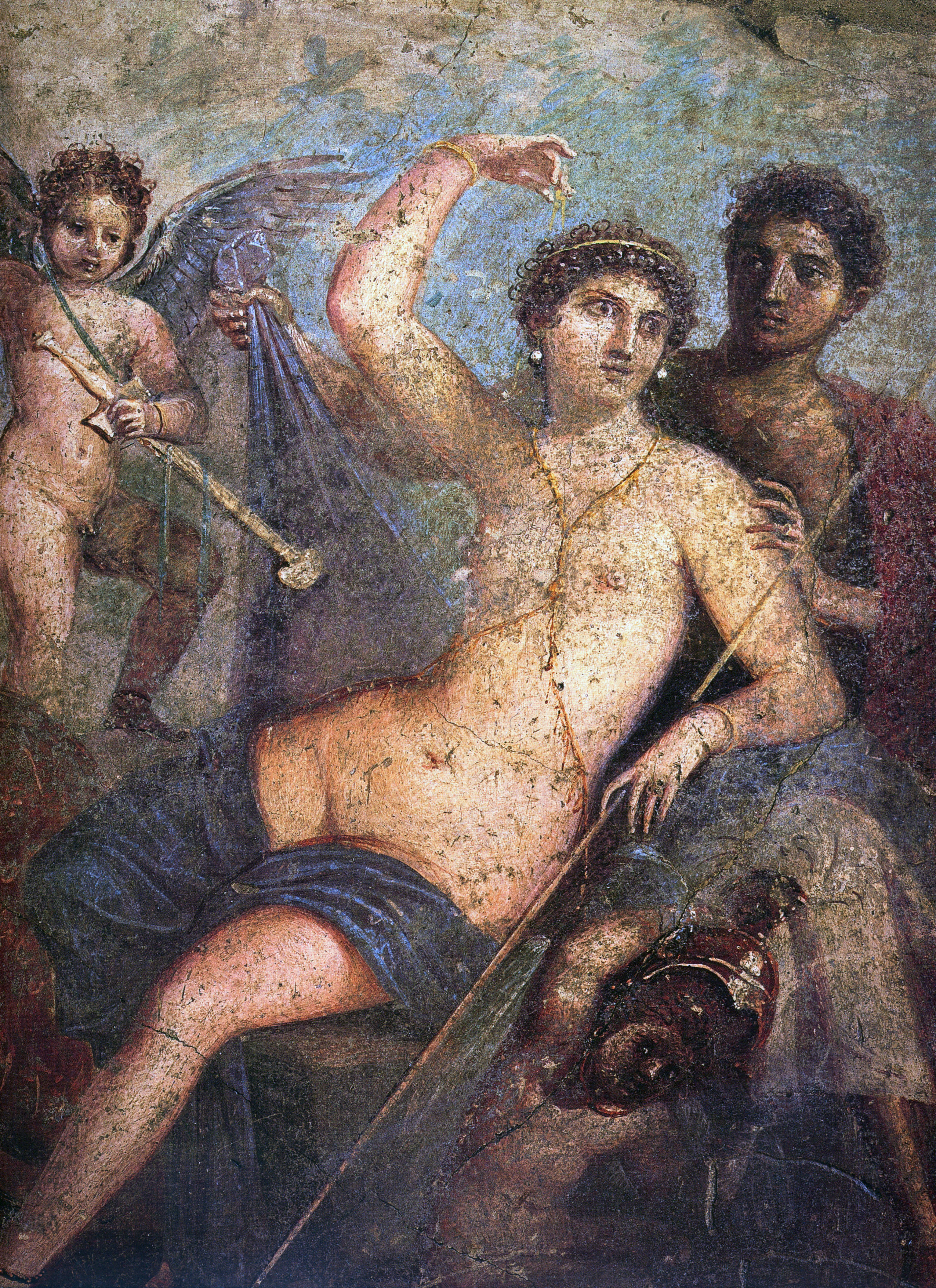
Ares e Afrodite. Da Scavi archeologici di Pompei

## La tutela giuridica
Gli antichi Romani, che avevano un'etica sessuale disinibita, in varie occasioni si esprimevano liberamente con un linguaggio volgare, ma intorno al III secolo a.C. si preoccuparono di tutelare con la legge Lex de adtemptata pudicitia l'onorabilità della donna romana sposata, vedova o vergine, e dei giovanetti fatti oggetto di molestie o di espressioni indecenti. Il giurista Ulpiano (II-III secolo d.C.) chiariva che il termine "appellare" (rivolgere la parola a qualcuno) usato dalla legge andava riferito non solo a chi usava termini osceni ma anche a chi infastidiva una matrona invitandola a un comportamento immorale. 

## Il turpiloquio nella letteratura
Altrettanta sensibilità non si ritrova nella letteratura latina, dove autori noti per la loro delicatezza poetica si esprimono, nel commentare i loro rapporti amorosi, con un linguaggio volgare. È il caso di Gaio Valerio Catullo, che a chi lo insulta deridendolo per la sua scarsa virilità così risponde:

«Io ve lo ficcherò su per il culo e poi in bocca,

Aurelio succhiacazzi e Furio frocia sfondata,

che pei miei versetti pensate, sol perché

son teneri e gentili, ch’io sia poco pudico e virtuoso»
Catullo nei confronti di Lesbia, la donna amata per la quale ha composto poesie espressioni di un grande amore fisico e spirituale, nutre un sentimento così contrastante

«Odi et amo. Quare id faciam, fortasse requiris? Nescio, sed fieri sentio et excrucior (Odio e amo, forse mi chiederai come sia possibile? Non so, ma è proprio così e mi tormenta).» 

al punto che si abbandona a feroci insulti quando Lesbia non corrisponde alla sua passione:
«Fetida d’una puttana, restituisci i versetti,

restituiscili tutti, puttana putrefatta.

Te ne freghi? oh che zozza, che gran troia,

la più degenerata che possa esistere.

ma credo che questo non sia ancora sufficiente.

Se non altro che noi la si possa far bruciare di vergogna,

quella cagna dura come il ferro.» 
Altrettanto esplicito Marziale nell'esercitare la sua satira in versi:
«Ho detto 'fichi' e tu ridi quasi ch’io parlassi come un barbaro

e pretendi, lietoano, che si dica 'ficozzi'.

Allora chiameremo 'fichi' quelli che sappiamo nascer sull’albero,

'ficozzi' quelli che spuntan dal tuo culo, Ceciliano.» 
Giovenale si rifà alla stessa immagine nel condannare l'ipocrisia dei falsi moralisti:
Anche Orazio si abbandona a una trivialità che non ci si aspetterebbe neppure da un amante tradito come lui:
«hietque turpis inter aridas natis/podex velut crudae bovis » (e turpe tra le natiche/ stecchite l'ano s'apre come quello/ di una vacca che sanguina) e Cicerone nelle sue Epistulae ad Familiares ("Lettere ai miei amici") usa espressioni spregiudicate nell'accusare Cesare di aver svolto il ruolo della "regina" con Nicomede IV il re di Bitinia. 

## Il turpiloquio sui muri
L'opera anonima Priapeia è una fonte importante per l'uso del turpiloquio latino ma l'oscenità più genuina e popolare del linguaggio latino, mescolata a sentimenti d'amore, compare senza ipocrisie nelle iscrizioni dell'antica Pompei e Ercolano a proposito delle quali ha scritto l'archeologo Antonio Varone: